# Ionelia Zaharia
Ionelia Zaharia (născută Neacșu; n. 13 august 1985, Răcari, România) este o canotoare română. A concurat la proba feminină de dublu vâsle la Jocurile Olimpice de vară din 2008. A câștigat medalii de argint și bronz la Campionatele Mondiale din 2009, 2010 și 2013.